# Mina del Far
Mina del Far, o mina Sadurní. és una mina sobre de la casa de Cal Romà dins el terme de Malanyeu, poble del municipi de la Nou de Berguedà, comarca del Berguedà. Aquesta mina es va explotar entre els anys 1908 i el 1964. El material que se n'extreia era el carbó.

## Història
El 1908, La Carbonera Española va començar l'explotació d'aquesta mina. Set-cents metres, aproximadament, són el que hi ha des de l'entrada de la boca mina, fins al primer pla inclinat. A mesura, que l'explotació de la mina anava avançant, es varen anar obrint diferents galeries interiors, aquestes galeries es comunicaven entre elles, a través de plans inclinats. En els seus inicis, l'extracció del mineral una vegada arrencat, i pel seu transport cap a l'exterior, es feia amb animals. Posterior-ment i una vegada acabada la guerra civil espanyola, aquesta extracció es va mecanitzar, des de l'exterior de la mina, i fins a trobar el primer pla inclinat.
El 1910 la Compañia General de Asfaltos y Porlant Asland es va fer càrrec d'aquesta mina. A l'inici el carbó era transportat per un tren de carretera el qual era remolcat per un locomòbil de vapor, cap a la fàbrica del Clot del Moro. El 21 de novembre de 1904, es va inaugurar oficialment, el trajecte ferroviari d'Olvan a Guardiola de Berguedà, però no va ser fins al 1915 que es va inaugurar l'apartador del Far i es va solucionar el problema del transport. Més tard l'empresa va construir un telefèric que comunicava la bocamina directament amb l'apartador
En els anys de la Primera Guerra Mundial, es va donar, un desa-bastiment de carbó provinent de l'exterior, axó i la puixança de la indústria catalana, que treballava pels països en conflicte, va fer que es produís un important augment de la producció de lignit. En aquests anys, es posa en funcionament el taller de classificació i rentat del carbó. Els anys que va durar la Guerra Civil Espanyola, la mina va continuar treballant amb l'extracció de carbó. Una vegada acabada la guerra, Carbones de Berga, S.A., i a través de la seva filial Collet, S.A. va fer una millora notable de les instal·lacions, aconseguint així un augment de la producció.
Dades d'explotació de la mina del mes de gener de 1932, reflecteixen que es varen treure 90 Tm. de carbó diàries. Es van gastar 32 Tm. de fusta i 30 kg. de dinamita al mes. El sou d'un picador (minaire) era de 8,25 pessetes cada dia i el d'un peó de 16 pessetes al dia. 
L'any 1945, un picador cobrava 16,90 pessetes al dia i un peó 16 pessetes al dia. Durant els anys d'explotació hi va haver un accident mortal, el 16 de juliol de 1925, i la víctima fou Joan Viñas Altarriba.
L'any 1959 a causa de la dificultat que representaven per l'explotació les vies d'aigua que es trobaven en obrir noves galeries, es va decidir abandonar l'explotació. L'any 1964 es va tancar definitivament, l'extracció de carbó en aquesta mina.
La titularitat de la mina va passar per diferents propietaris; La Carbonera Española. Compañia General de Asfaltos y Porlant Asland i Carbones de Berga S.A.

## Galeria d'imatges

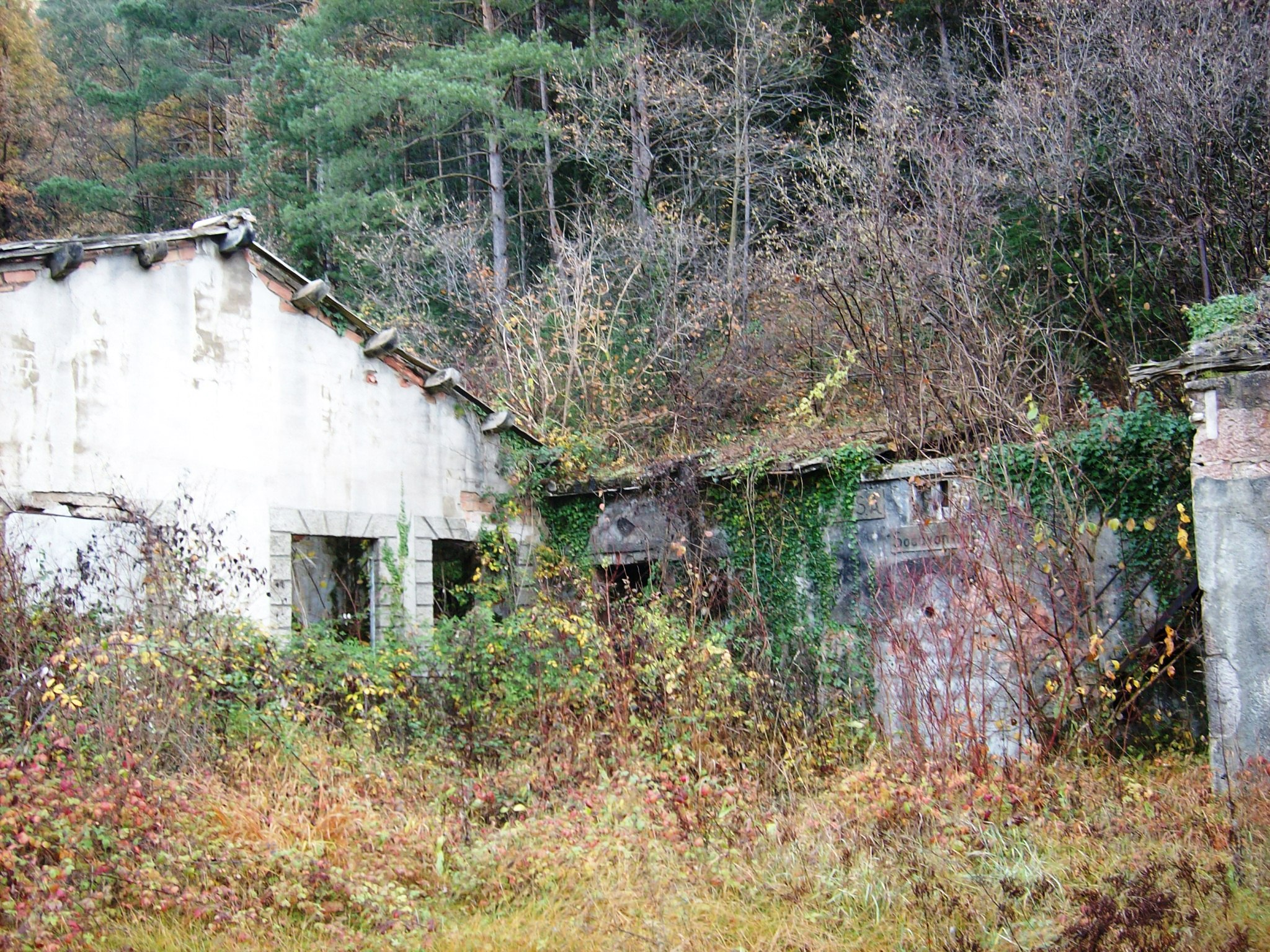
Bocamina i edifici de la lampisteria
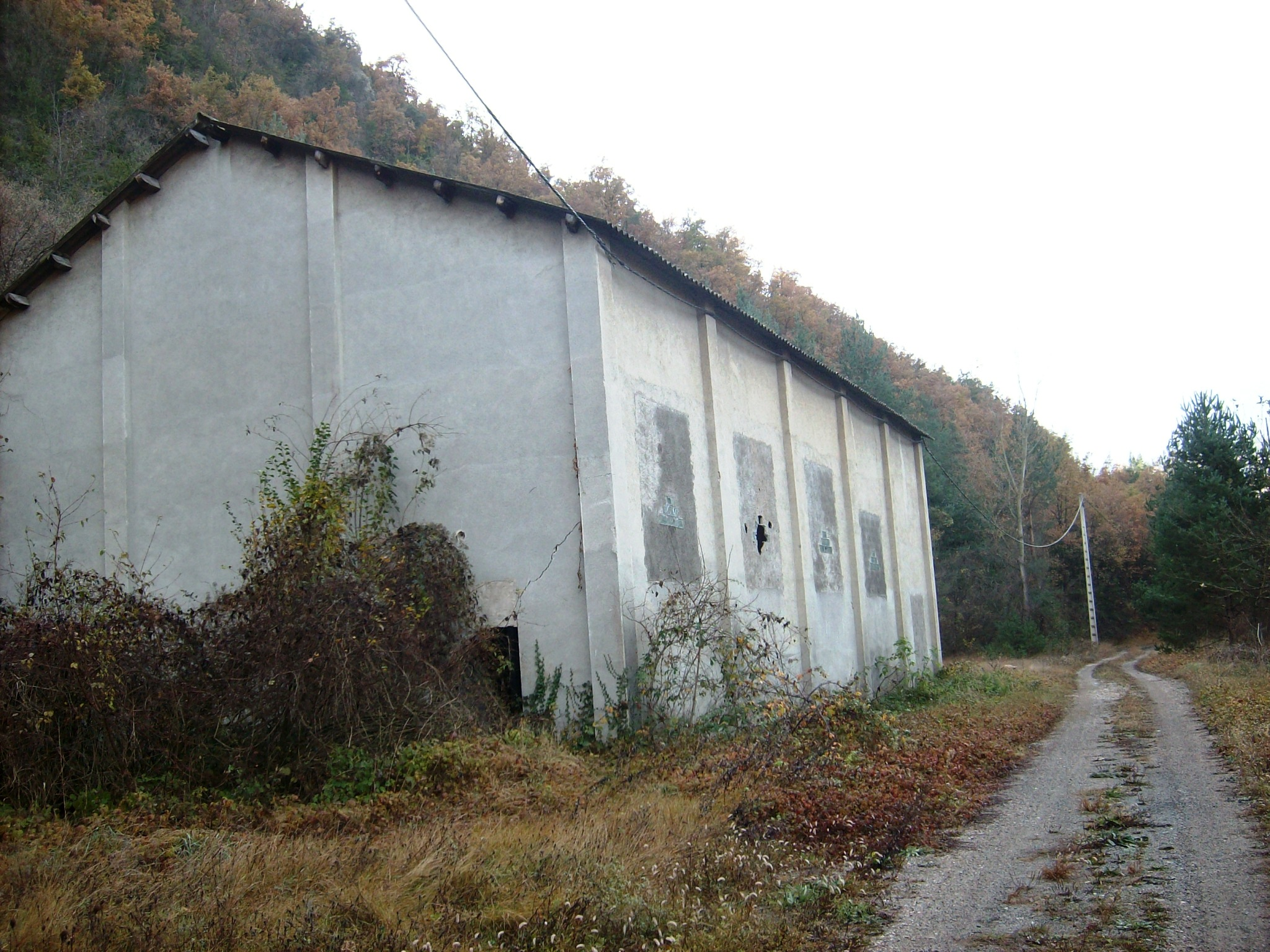
Edifici on hi havia els vestidors i les dutxes dels minaires.